# المدرسة الأمريكية لأصفهان
تقع المدرسة الأمريكية في أصفهان، إيران، وكانت المدرسة الأمريكية في أصفهان (ASI) مدرسة دولية أمريكية من الصف الثاني إلى الصف الثاني عشر من عام 1973 حتى نهاية عام 1978. وكان العديد من معلمي المدرسة من الولايات المتحدة أو أوروبا. تنافست فرقها الرياضية ضد المدارس الإعدادية الأخرى في الجامعات الدولية والغربية في إيران ومصر والإمارات العربية المتحدة.
خلال السبعينيات، شهدت إيرانآلاف المتدفقين إليها من أمريكا وأوروبا وآسيا الشرقية للعمل في مشاريع صناعية وعسكرية ومدنية مختلفة مشتركة. جلب كثير منهم عائلاتهم أيضاً، بحلول عام 1978 استضافت أصفهان وحدها مجتمع غير شرق أوسطي من أكثر من عشرة آلاف، من بين سكانها البالغ عددهم 600 ألف.
بناء على طلب من شركة بيل للمروحيات العالمية، شكّلت شركة غرومان لهندسة الطائرات، وNWASI (شركة نورثروب العالمية لخدمات الطائرات الدولية)، ووزارة الدفاع العسكرية الإيرانية التابعة لوزارة الدفاع الإيرانية، وخدمات المدارس الدولية (ISS) كوّنت المدرسة الأمريكية لأصفهان في عام 1973 لتعليم أطفال مقاولين للأجانب. وقد أدى التسجيل المفتوح بشكل معتدل لأولئك الراغبين في دفع الرسوم الدراسية السنوية البالغة خمسة آلاف دولار إضافة إلى عدد من الأطفال من عائلات الإيرانيين الجيدين، وكذلك من الأجانب الذين لا ترعاهم الشركات الكبرى. بالإضافة إلى ذلك، أنشأت محطة الفضاء الدولية «مدرسة نموذجية» لأبناء أسر القوات الجوية الإيرانية الإمبراطورية (IIAF) في خاتمي AFB القريبة.
كان التعليم الأساسي باللغة الإنجليزية، وركز على المنهج التحضيري للكلية بالولايات المتحدة.
نما عدد الطلاب من أقل من خمسين طالباً في عام 1973، إلى أكثر من 600 طالب في بداية العام الدراسي "78-79". بدءً من عدد قليل من الغرف في الجمعية الثقافية الإيرانية-الأمريكية، ضمت ASI في نهاية المطاف أربعة مرافق عبر متروبوليتان أصفهان للصفوف من K إلى 12.
أغلقت المدرسة في خضم ثورة 1978 - 1979، حيث غادر آخر الموظفين والطلاب في ديسمبر 1978. بعد ذلك، تم نقل الكتب المدرسية والمكتبة إلى مركز أبحاث المعلمين في أصفهان، في حين أن مباني المدارس الثانوية في شاهين شهر أصبحت جزءًا من حرم جامعة مالك عشتار.